# Жук-слон
Жук-слон (лат. Megasoma elephas) — крупный жук семейства пластинчатоусые (Scarabaeidae), подсемейства дупляки (Dynastinae).

## Описание

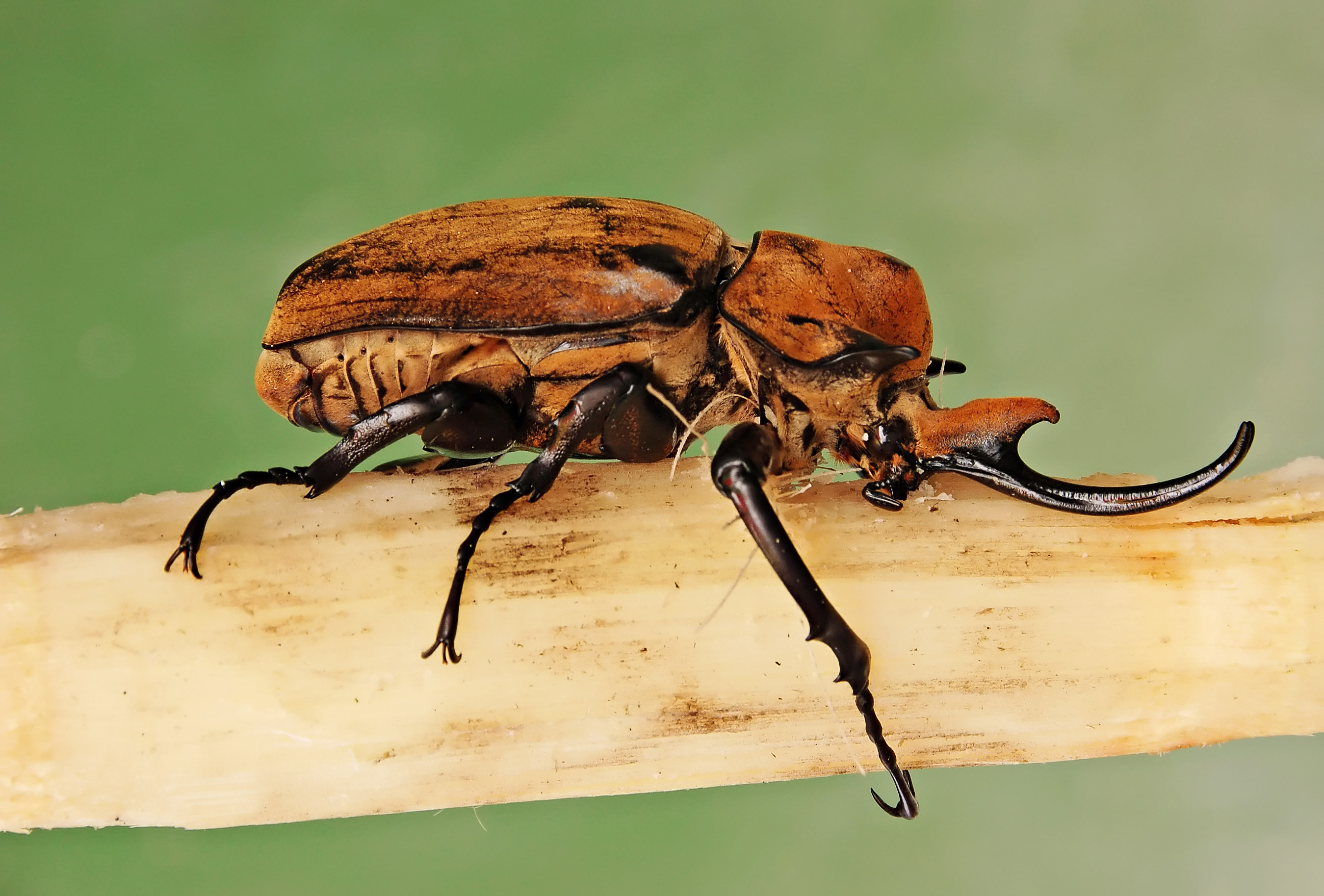
Самец. Вид сбоку

Один из крупнейших жуков в мире. Длина тела самцов до 120 мм, самок до 70 мм. Голова небольшая, уже переднеспинки, направлена вперед. Окраска чёрная, тело густо покрыто жёлто-коричневыми волосками. Сверху голова несёт на себе рог, развитый у самца. Длина переднеспинки не превосходит ширину. Переднеспинка выпуклая. Вес жука до 35 г. Ведёт преимущественно ночной образ жизни.

## Распространение
Мексика, Центральная Америка, дождевые леса Южной Америки.

## Подвиды
- Megasoma elephas elephas Fabricius, 1775
- Megasoma elephas iijimai Nagai, 2003

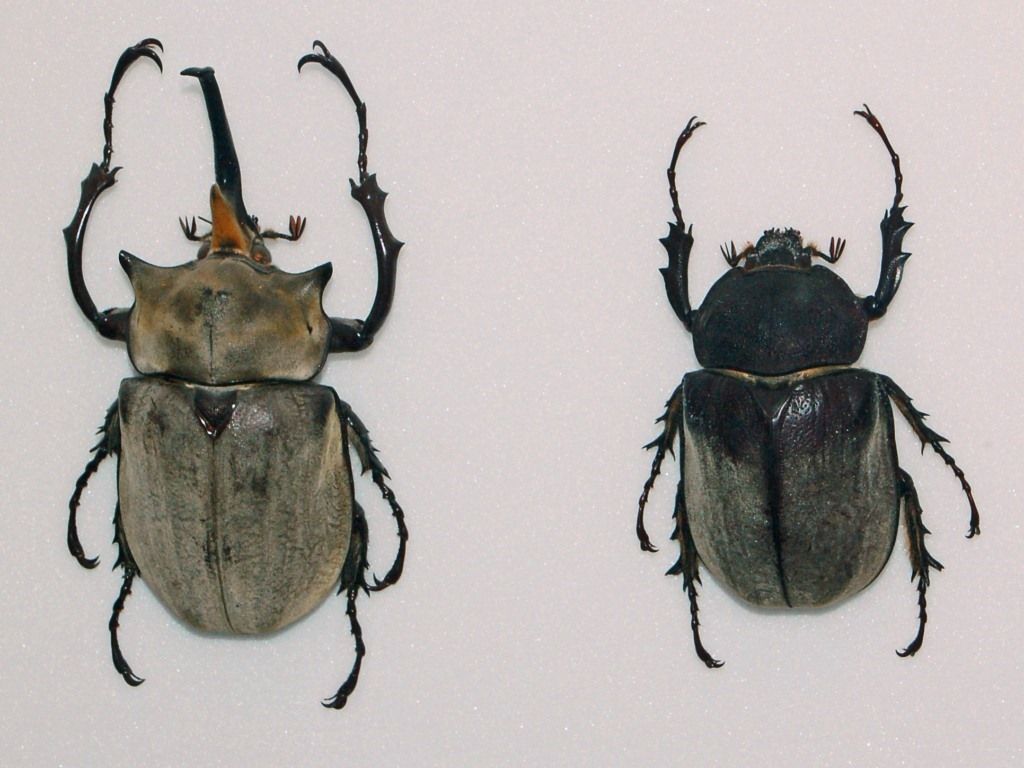
Самец и самка

- Megasoma elephas occidentalis Bolívar et al., 1963